# Haaniella saussurei
Haaniella saussurei (PSG: 177) is een insect uit de orde van de Phasmatodea (wandelende takken) en is afkomstig uit Sarawak.
De voortplanting gebeurt enkel geslachtelijk. Volwassen vrouwtjes kunnen tot 12 cm groot worden, de mannetjes ongeveer 8 cm. Mannetjes hebben groene stekels op hun rug en poten.
Ze eten onder andere klimop, braambladeren, eikenbladeren en Eucalyptus.

## Galerij

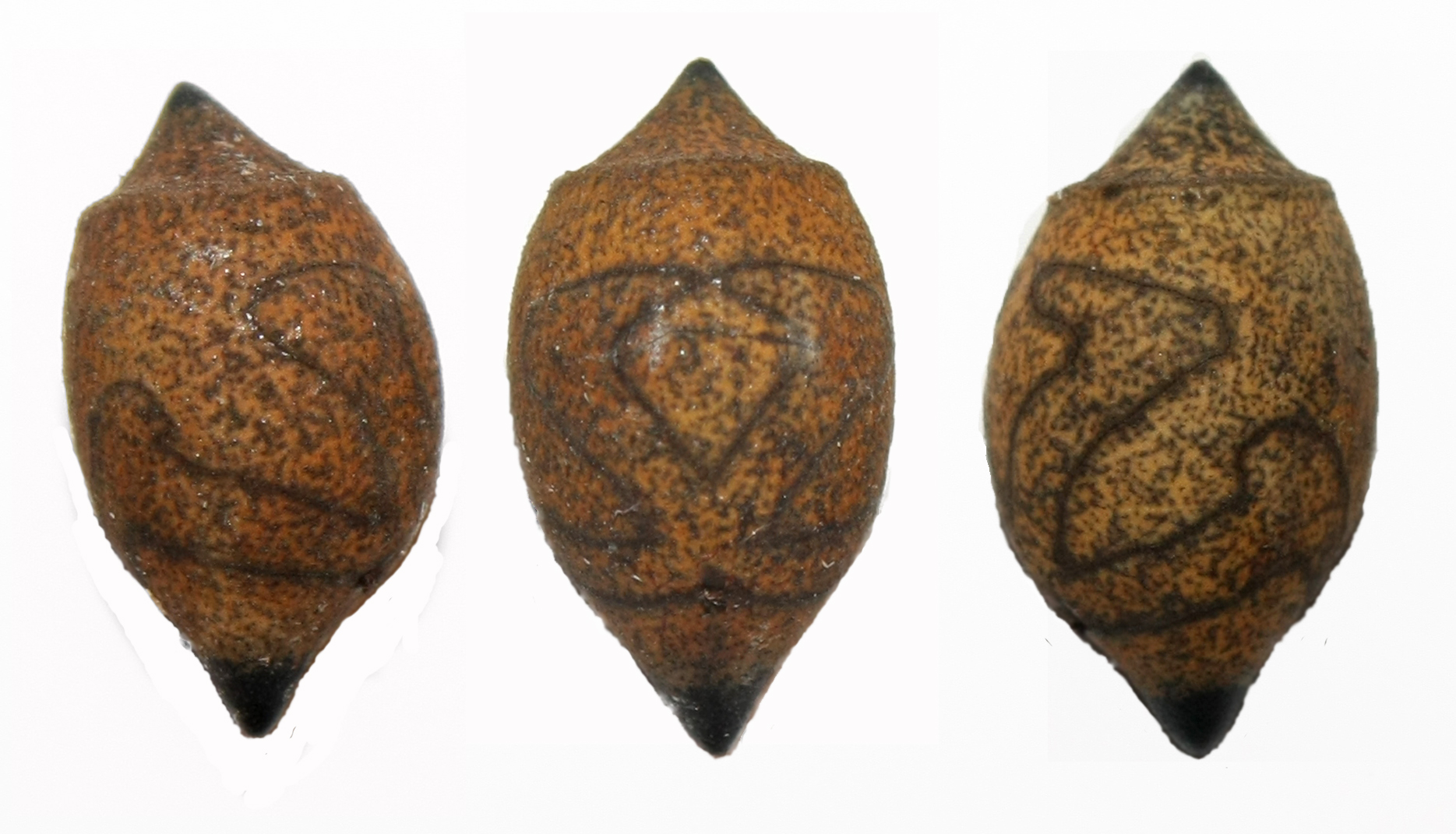
Eitjes
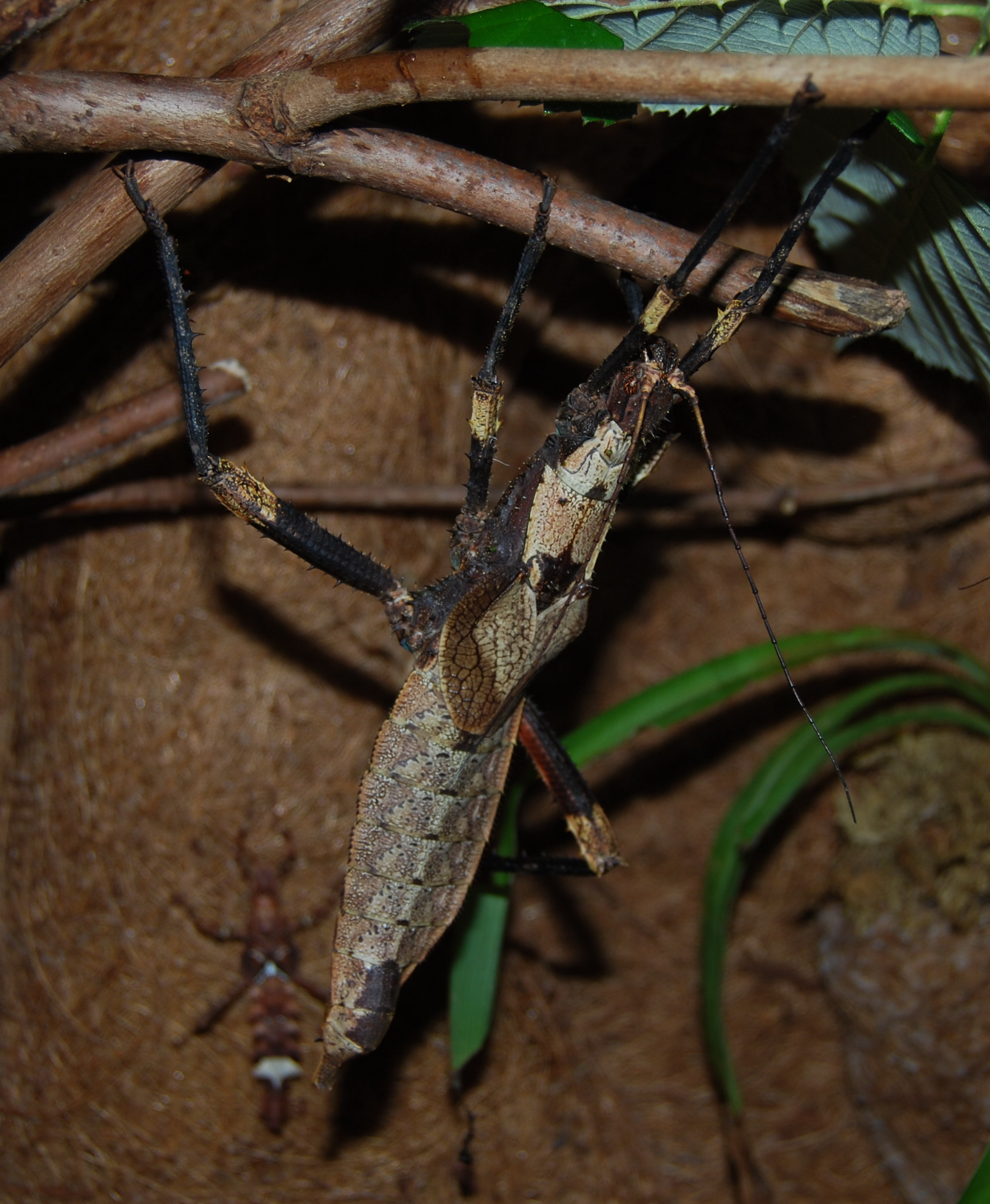
Vrouwtje
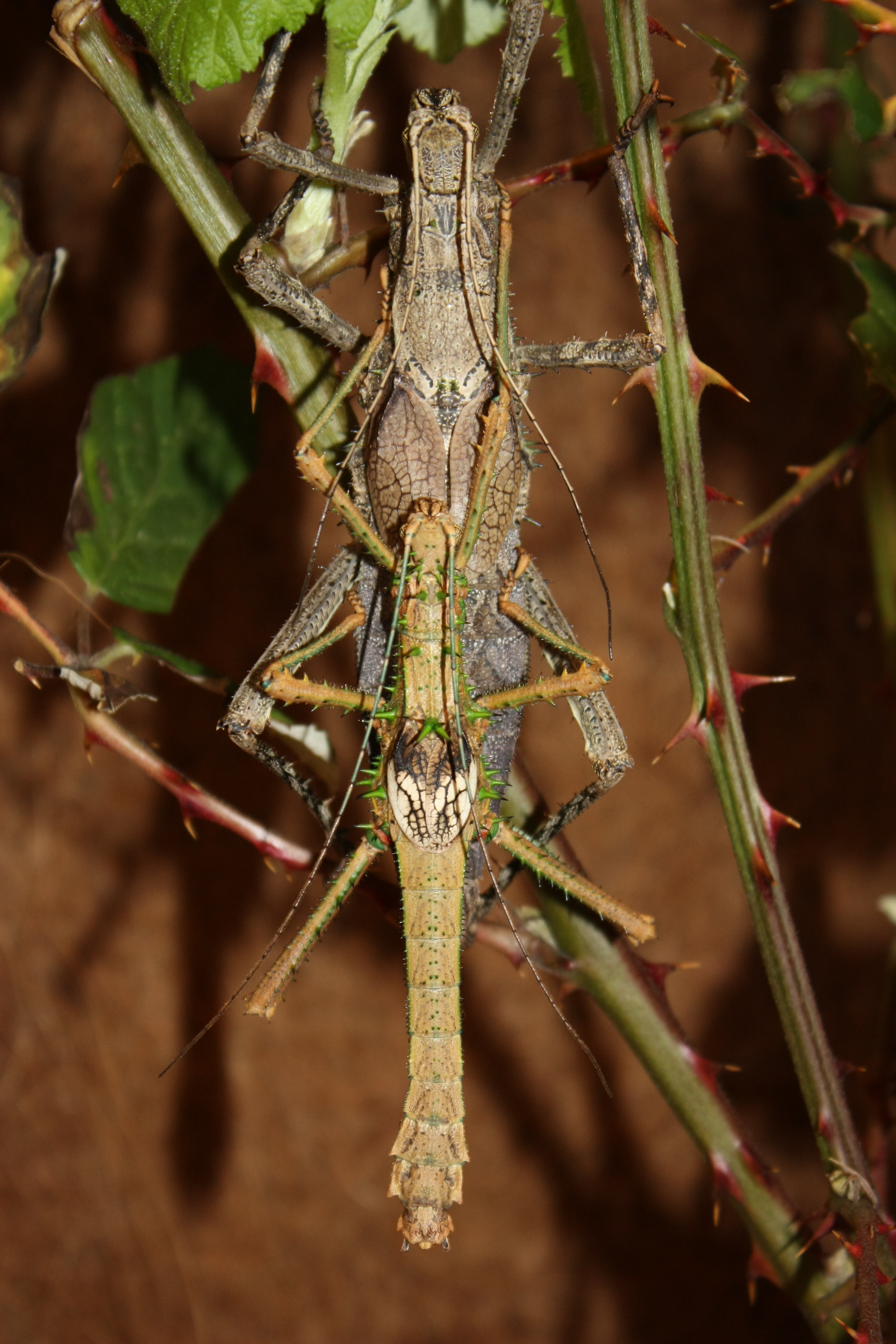
Koppel (mannetje zit op vrouwtje)
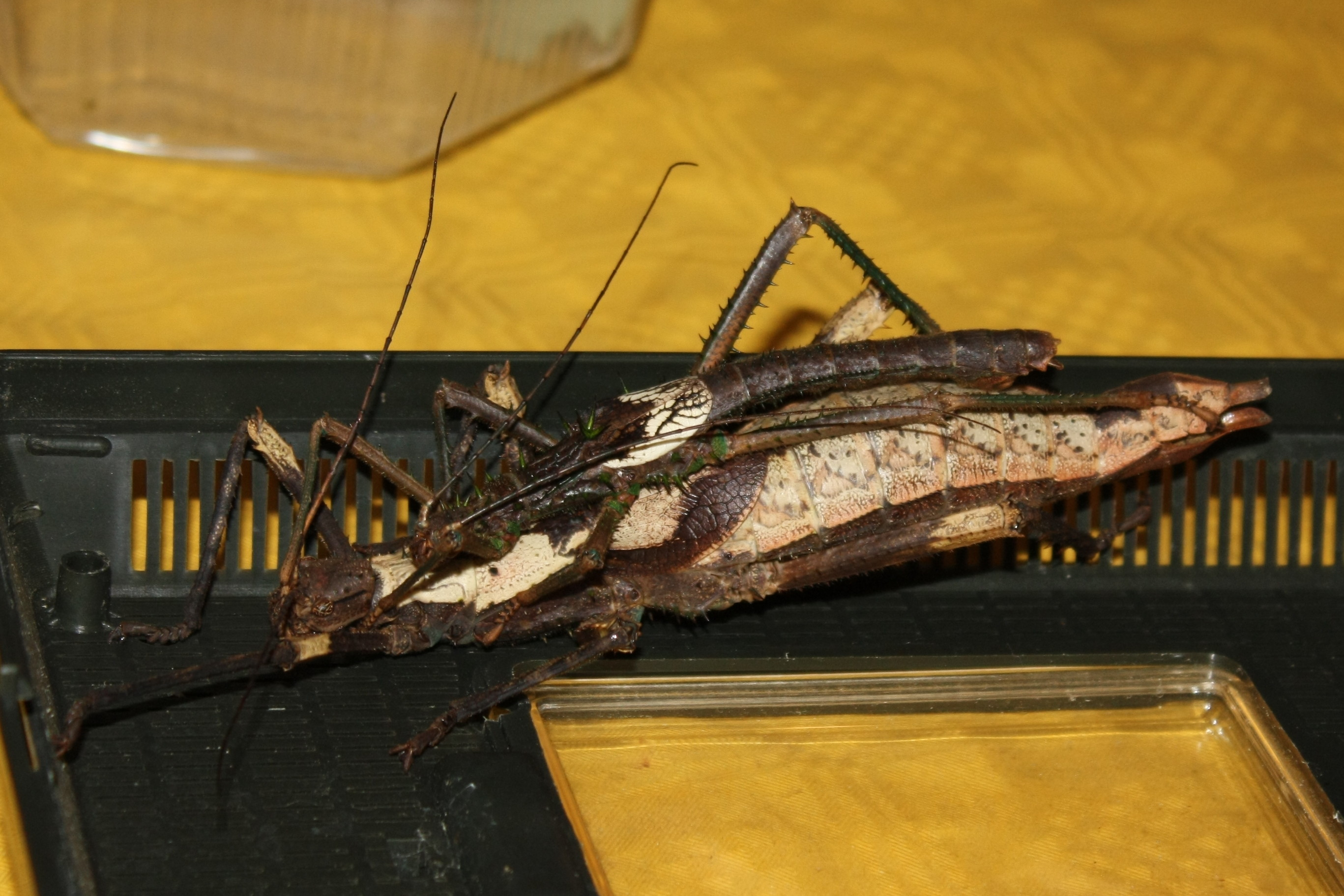
Koppel (mannetje zit op vrouwtje)